# Distretto di Szczecinek
Il distretto di Szczecinek (in polacco powiat szczecinecki) è un distretto polacco appartenente al voivodato della Pomerania Occidentale.

## Geografia antropica

### Suddivisioni amministrative
Il distretto comprende 6 comuni.
- Comuni urbani: Szczecinek
- Comuni urbano-rurali: Barwice, Biały Bór, Borne Sulinowo
- Comuni rurali: Grzmiąca, Szczecinek